# Telč
Telč es una ciudad del suroeste de Moravia, cerca de Jihlava, en la República Checa. Su centro histórico ha sido declarado Patrimonio de la Humanidad por la Unesco en 1992.

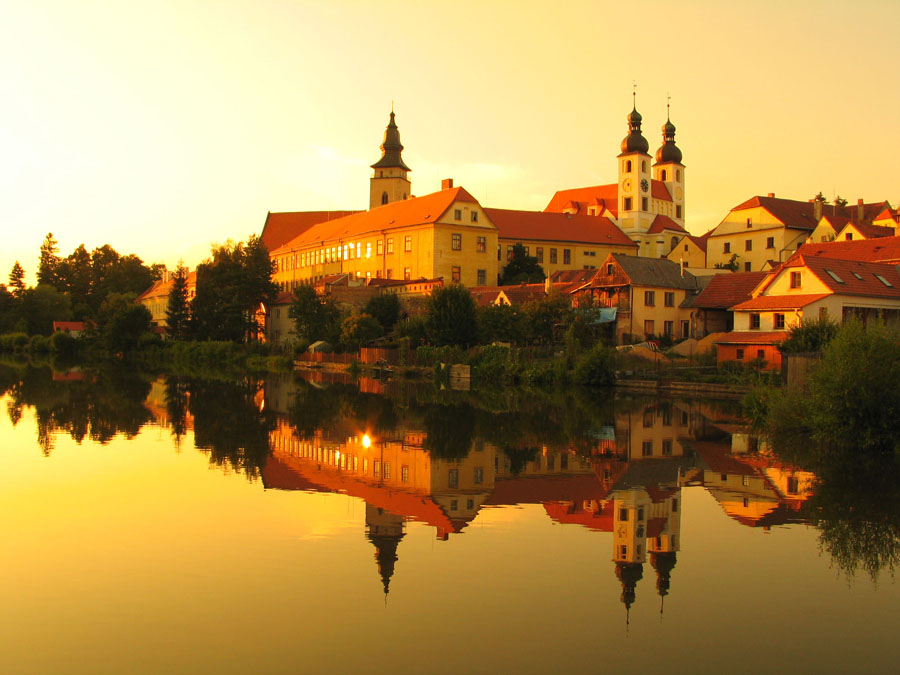
Vista de Telč.

## Historia
Telč fue fundada a mitad del siglo XIV, pero los vestigios de estilo romano de la Torre del Espíritu Santo nos indican que en el lugar ya existían asentamientos humanos con anterioridad.

## Cultura y patrimonio de la ciudad
La ciudad cuenta con un castillo construido por Zacarías de Hradec.
En la Plaza Mayor (Náměstí Zachariáše z Hradce) aún se conservan en perfecto estado un nutrido grupo de edificios residenciales de estilo renacentista.
La Iglesia de la Ascensión de María y las murallas de la ciudad son de estilo gótico.

## Ciudades hermanadas
- Belp, Suiza
- Figeac, Francia
- Rothenburg ob der Tauber, Alemania
- Šaľa, Eslovaquia
- Waidhofen an der Thaya, Austria
- Wilber, Nebraska, Estados Unidos

## Galería

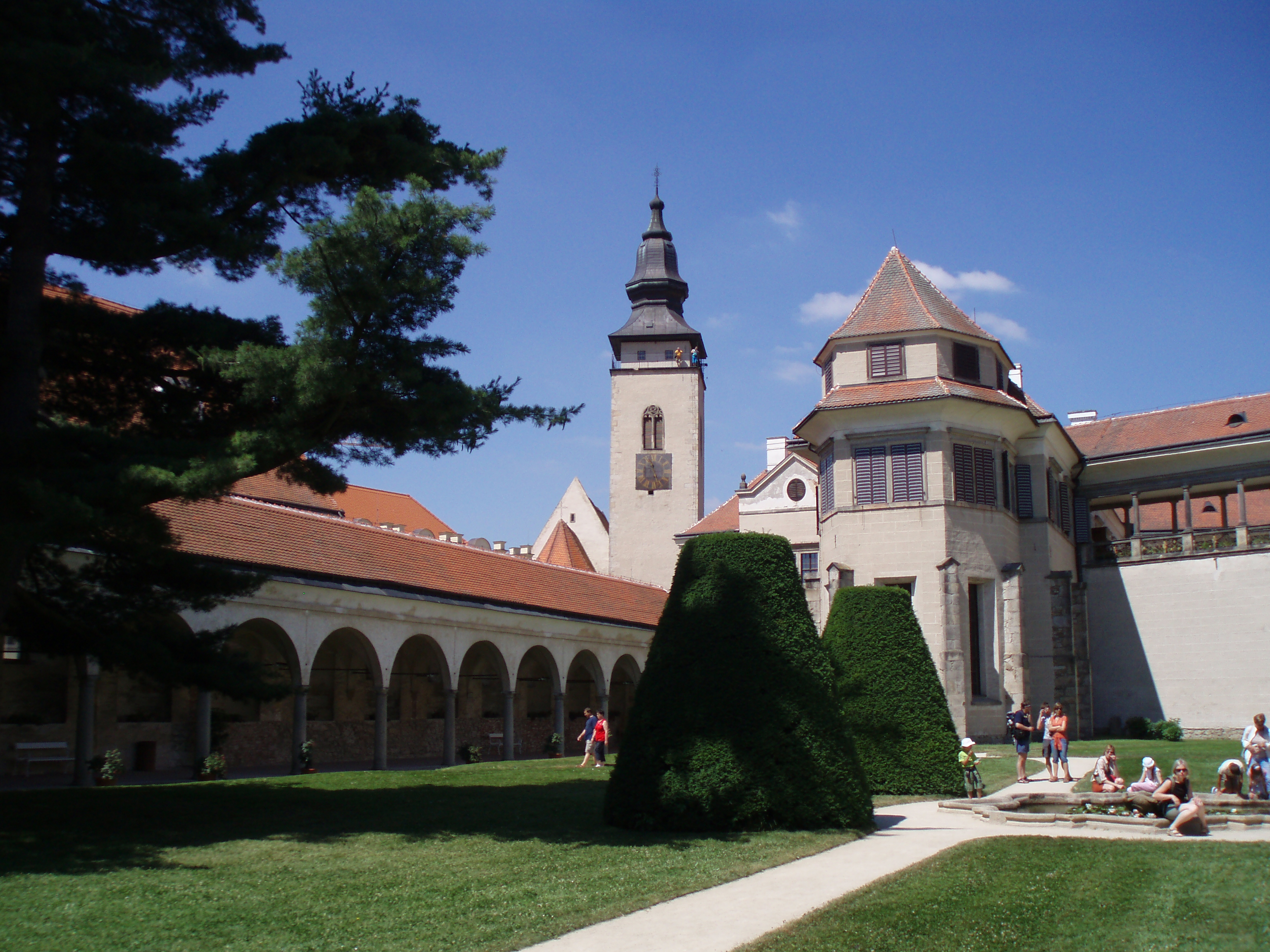
Patio interior del Castillo de Telč
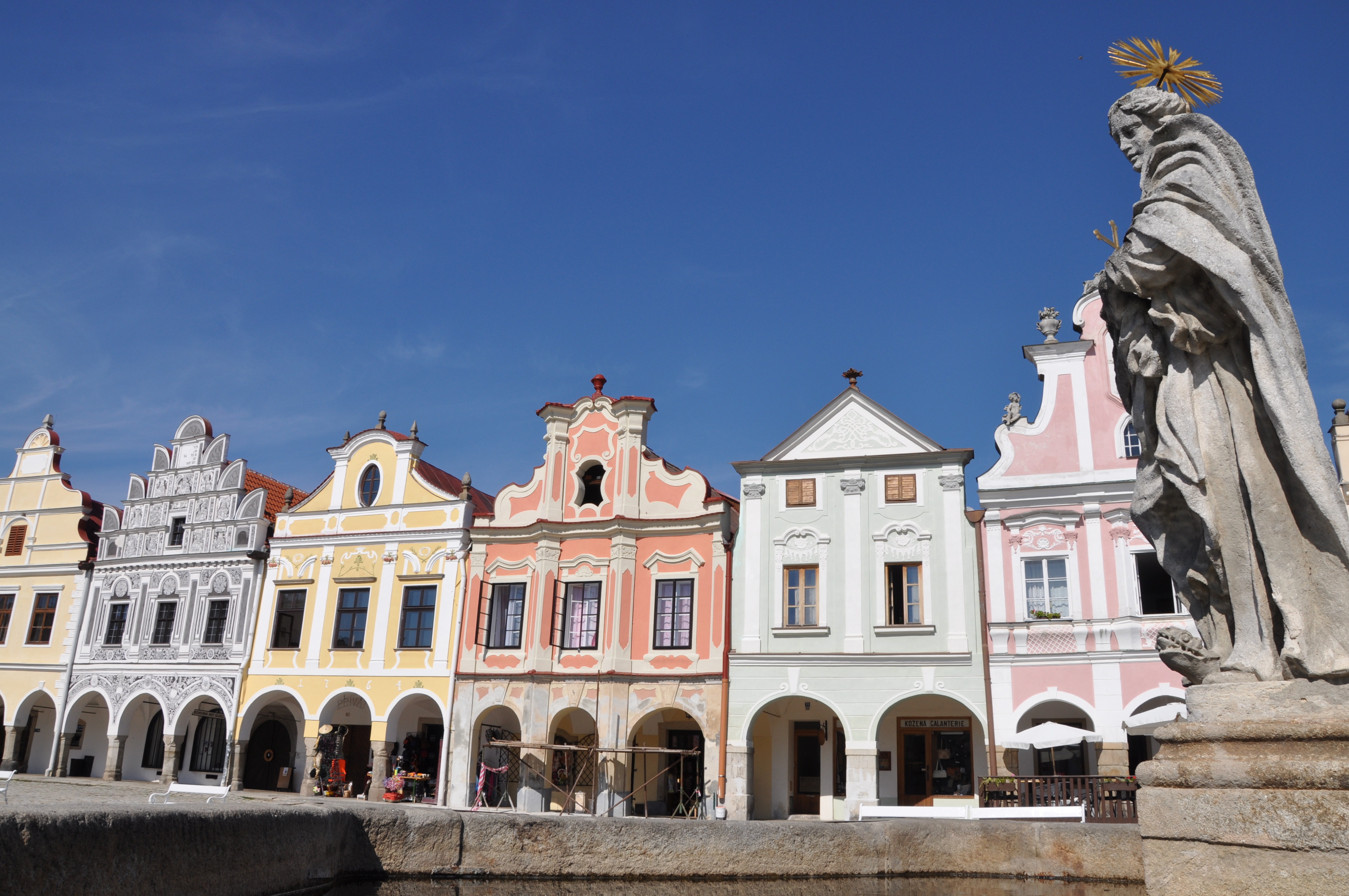
Plaza Mayor¨
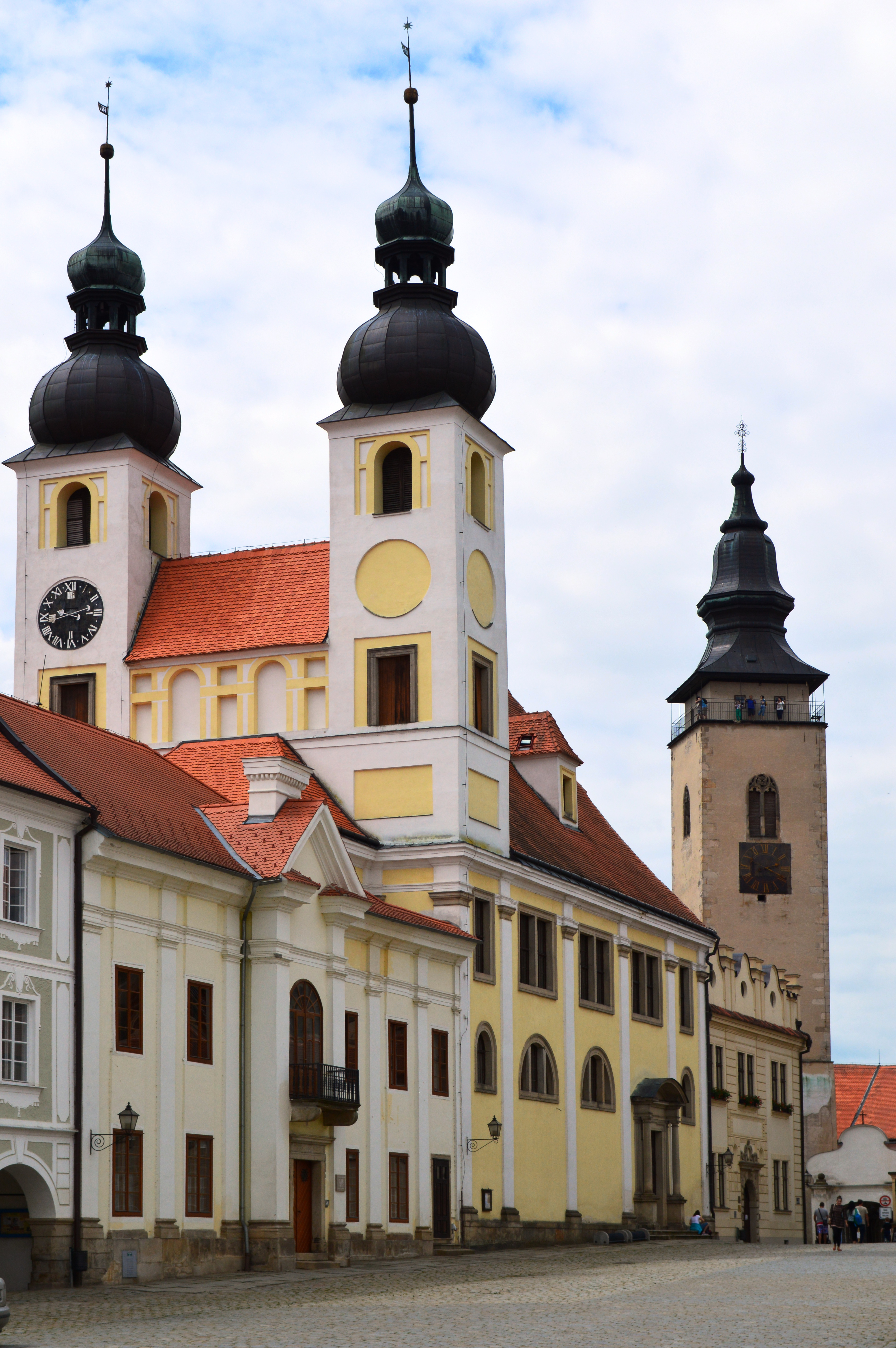
Iglesia del Santísimo Nombre de Jesús e Iglesia de Santiago el Mayor
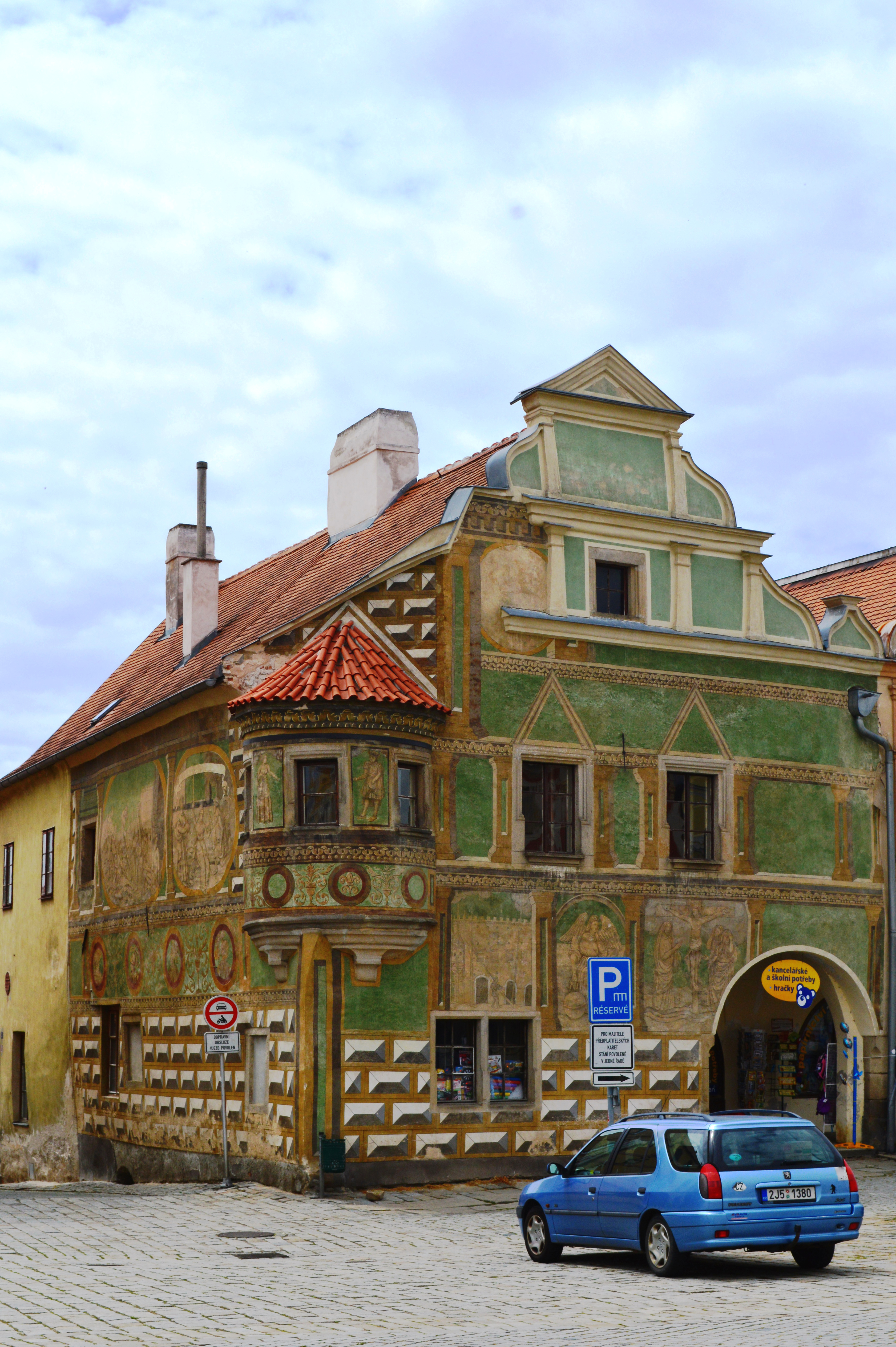
Casa típica esgrafiada